# Cefiso (mitologia)
Cefiso (in greco antico: Κηφισός?, Kēfisós) è un personaggio della mitologia greca ed è uno dei tremila dèi dei fiumi (i Potamoi) figli di Oceano e Teti, e corrisponde alla personificazione del fiume Cefiso.

## Mitologia
È il padre di diverse figure mitologiche tra cui la più nota Narciso, che concepì violentando la naiade Liriope dopo averla intrappolata fra le sue onde e Liriope rimasta incinta, diede alla luce un bellissimo bambino che chiamò Narciso.
Secondo Pausania, Cefiso era anche il padre delle Cefisee, le cinquanta naiadi venerate lungo le sponde del fiume che porta il suo nome.